# Real Madrid C.F. mùa giải 2014–15
Mùa giải 2014–15 là mùa giải thứ 111 của Real Madrid Club de Fútbol trong lịch sử và là mùa giải thứ 84 của họ tại La Liga. Nó diễn ra từ ngày 1 tháng 7 năm 2014 đến ngày 30 tháng 6 năm 2015.

## Tổng quan mùa giải

### Trước mùa giải
Vào ngày 25 tháng 6, Zinédine Zidane trở thành huấn luyện viên trưởng của Real Madrid Castilla và sẽ quản lý đội B, trong khi Real Madrid bổ nhiệm Fernando Hierro làm trợ lý cho huấn luyện viên Carlo Ancelotti, thay thế Zidane.
Trước mùa giải của Real Madrid bắt đầu vào ngày 14 tháng 7, Ancelotti đã có 22 cầu thủ theo ý mình, bao gồm 12 cầu thủ từ Castilla. Các cầu thủ đã tham gia FIFA World Cup 2014 vẫn đang nghỉ.
Ngày 17 tháng 7, Real Madrid ký với cầu thủ vô địch World Cup Toni Kroos một hợp đồng 6 năm có mức phí khoảng 25-30 triệu Euro. Kroos trở thành bản hợp đồng đầu tiên của Real Madrid trong mùa giải.
Álvaro Morata được bán cho Juventus với mức phí 20 triệu Euro, trong khi Denis Cheryshev và Casemiro được cho Villarreal và Porto mượn cho mùa giải sắp tới.
Ngày 21 tháng 7, Real có chuyến du đấu trước mùa giải ở Hoa Kỳ. 19 cầu thủ nằm trong danh sách đi du đấu, với 9 cầu thủ từ Real Madrid Castilla được Ancelotti chọn để thế chỗ cho các cầu thủ World Cup, những người vẫn đang nghỉ. Tuy nhiên, Xabi Alonso, Pepe và Fábio Coentrão đã bay đến Mỹ để tham gia cùng đội bóng. Jesé ở lại Madrid để điều trị chấn thương tại Valdebebas.
Real đã đạt được một thỏa thuận với Monaco về nhà vô địch Chiếc giày vàng World Cup James Rodríguez, người đã ký một hợp đồng 6 năm với phí chuyển nhượng 75 triệu Euro, trở thành cầu thủ đắt giá thứ tư sau Cristiano Ronaldo, Gareth Bale và Luis Suárez.

### Tháng 8
Thủ môn người Costa Rica Keylor Navas của Levante đã được ký kết một hợp đồng 6 năm có mức phí 10 triệu Euro sau màn trình diễn ấn tượng của mình tại World Cup 2014.
Một ngày sau đó, Jesús Fernández gia nhập Levante với mức phí 500.000 Euro.
Trong trận đấu đầu tiên của mùa giải, Real Madrid gặp Sevilla trong trận đấu tranh Siêu cúp bóng đá châu Âu. Đó là trận ra mắt của các ngôi sao World Cup James Rodríguez và Toni Kroos và Real đã đánh bại đội vô địch UEFA Europa League. Ở phút thứ 30, Cristiano Ronaldo đã phá vỡ sự bế tắc và giúp Real dẫn trước 1-0 trong hiệp 1. Trong hiệp 2, một lần nữa Ronaldo lại ghi bàn và trận đấu kết thúc với tỉ số 2-0 giúp Real Madrid có được Siêu cúp châu Âu thứ hai của họ.
Ngày hôm sau, Real Madrid đã đạt được một thỏa thuận với Milan để chuyển nhượng Diego López đến câu lạc bộ Ý.
Trong trận tranh Siêu cúp bóng đá Tây Ban Nha với Atlético Madrid, Real hòa trong trận lượt đi với tỉ số 1-1 sau hai bàn thắng của James Rodríguez và Raúl García. Trong trận lượt về, Mario Mandžukić gây sốc với Real Madrid bởi bàn thắng chỉ sau 2 phút và đó là bàn thắng duy nhất của trận đấu, điều đó có nghĩa là Atlético đã giành được Siêu cúp.
Sau nhiều tháng đồn đại, Ángel Di María đã hoàn tất vụ chuyển nhượng đến Manchester United với mức phí kỷ lục của Anh 75 triệu Euro (59,7 triệu Bảng) vào ngày 26 tháng 8.
Xabi Alonso gia nhập Bayern Munich với mức phí 10 triệu Euro vào ngày 29 tháng 8 năm 2014.
Sau khi chiến thắng trận đấu La Liga đầu tiên trước Córdoba CF với tỉ số 2-0 bởi các bàn thắng của Karim Benzema và Cristiano Ronaldo, Real có trận thua đầu tiên trong giải trước Real Sociedad với tỉ số 2-4. Mặc dù "Los Blancos" sớm vươn lên dẫn trước 2 bàn thắng của Sergio Ramos và Gareth Bale nhưng Sociedad đã gỡ hòa trong hiệp 1 và ghi thêm 2 bàn trong hiệp 2.

### Tháng 9
Ngày 1 tháng 9 năm 2014, Real ký một hợp đồng với Javier Hernández về một thỏa thuận cho mượn dài hạn từ Manchester United. Real Madrid có sự lựa chọn để mua đứt cầu thủ này với mức phí 22 triệu Euro trong mùa giải tới. Anh trở thành cầu thủ người Mexico đầu tiên của Real Madrid từ sau Hugo Sánchez.
Trận đấu giữa Real và Atlético là lần gặp mặt thứ ba của họ ở mùa giải này. Sau khi đội khách vươn lên dẫn trước, Ronaldo đã ghi bàn gỡ hòa qua cú penalty trước khi Arda Turan ghi bàn thắng quyết định ở phút thứ 76.
Trong trận đấu Champions League đầu tiên của họ sau khi giành "La Décima", Real đã có một khởi đầu tốt bằng cách đánh bại Basel 5-1, ghi 4 bàn trong 22 phút của hiệp 1.
Real Madrid sau đó phải đối mặt với Deportivo La Coruña tại Riazor, và họ đã thắng 8-2 với một hatrick của Ronaldo, hai cú đúp của Bale và Hernández và một bàn thắng của James. Điều này cũng đánh dấu lần đầu tiên Real ghi được 8 bàn thắng trong một trận đấu của giải. Cùng với đó, Real ghi được 13 bàn thắng trong 2 trận đấu chỉ trong 4 ngày. Real tiếp tục khả năng ghi bàn tốt của họ với trận thắng 5-1 trước Elche CF mà Ronaldo đã ghi bàn 4 lần.
Hai bàn thắng của Luka Modrić và Ronaldo đã giúp Real đánh bại Villarreal CF 2-0, với bàn thắng thứ 10 của Ronaldo tại mùa giải chỉ trong 5 trận đấu.

### Tháng 10
Ở Champions League, Real gặp Ludogorets Razgrad. Sau một khởi đầu đáng ngạc nhiên, bị một cú penalty và bị dẫn trước 1-0, Ronaldo và Benzema đã lội ngược dòng và giúp Real giành chiến thắng 2-1.
Trở lại giải đấu, Real gặp Athletic Bilbao tại sân nhà và đã có một chiến thắng 5-0 nhờ một hatrick của Ronaldo và cú đúp của Benzema.
Sau đó, Real gặp Levante UD tại sân vận động của họ. Ronaldo đã ghi bàn trong một quả penalty và Hernández đã làm cho hiệp 1 kết thúc với tỉ số 2-0. Trong hiệp 2, Ronaldo, James, Isco đã ghi bàn giúp cho Real có thêm một chiến thắng 5-0.
Trong lượt trận thứ ba của Champions League họ ghé thăm Anfield để đối mặt với Liverpool. Một bàn thắng của Ronaldo và cú đúp của Benzema đã giúp "Kền kền trắng" giành chiến thắng 3-0.
Quay lại La Liga, Real gặp FC Barcelona trong trận El Clásico. Mặc dù có một cú sốc bởi bàn thắng sớm của Neymar, nhưng Ronaldo đã đưa trận đấu trở lại vạch xuất phát với một cú penalty. Pepe và Benzema ghi bàn trong hiệp 2 giúp Real ấn định chiến thắng 3-1 trước đại kình địch.
Bắt đầu Copa del Rey 2014–15, Real gặp UE Cornellà khi một vài cầu thủ trong đội hình nghỉ ngơi. Cú đúp của Raphaël Varane, hai bàn thắng của Hernández và Marcelo đã giúp Real chiến thắng 4-1.

### Tháng 11
Tháng mới bắt đầu với một chuyến làm khách trên sân của Granada CF và họ đã thắng 4-0 với một bàn thắng của Ronaldo, cú đúp của James và một bàn của Benzema. Điều này đánh dấu chiến thắng thứ 7 liên tiếp của Real.
Gặp lại Liverpool ở lượt trận thứ tư của Champions League, Real đã có được một chiến thắng 1-0 bằng bàn thắng duy nhất của Benzema. Với chiến thắng này, Real có được vị trí của họ ở vòng 16 đội dù còn hai lượt trận trước khi vòng bảng kết thúc.
Trước ngày nghỉ quốc tế, "Kền kền trắng" gặp Rayo Vallecano. Bale, người trở lại từ chấn thương và Ramos đã giúp Real dẫn trước 2-0, nhưng hết hiệp 1, cách biệt chỉ còn 1 bàn. Bước sang hiệp 2, Toni Kroos với bàn thắng đầu tiên ở Real, Benzema và Ronaldo đã giúp Real chiến thắng 5-1.
Với Modrić ngồi ngoài do chấn thương, Real đã có chiến thắng đầu tiên trước SD Eibar trong lịch sử câu lạc bộ. Real đã chiến thắng 4-0 sau một cú đúp từ Ronaldo và các bàn thắng của James và Benzema. Real tiếp tục đảm bảo vị trí đầu tiên của họ trong giải đấu.
Nhờ bàn thắng của Ronaldo, Real giành chiến thắng trước Basel ở Champions League, đánh dấu chiến thắng thứ 15 liên tiếp của họ ở tất cả các đấu trường.

## Đội hình

### Đội hình xuất phát
Chiến thuật 4–2–3–1

### Cầu thủ
| S  | Vị trí   | Quốc tịch | Tên                        | Tuổi | EU     | Kể từ           | Số trận | Bàn thắng | Kết thúc | Giá chuyển nhượng | Ghi chú                        |
| -- | -------- | --------- | -------------------------- | ---- | ------ | --------------- | ------- | --------- | -------- | ----------------- | ------------------------------ |
| 1  | [[\|GK]] | ESP       | Iker Casillas (đội trưởng) | 43   | EU     | 1999            | 707     | 0         | 2017     | Đội trẻ           |                                |
| 2  | CB       | FRA       | Raphaël Varane             | 31   | EU     | 2011            | 98      | 6         | 2020     | €10M              |                                |
| 3  | CB       | POR       | Pepe                       | 42   | EU     | 2007            | 269     | 11        | 2016     | €30M              | Quốc tịch thứ hai: Brazil      |
| 4  | CB       | ESP       | Sergio Ramos (đội phó)     | 38   | EU     | 2005            | 432     | 54        | 2017     | €28M              |                                |
| 5  | LB       | POR       | Fábio Coentrão             | 37   | EU     | 2011            | 96      | 1         | 2017     | €30M              |                                |
| 6  | DM       | GER       | Sami Khedira               | 37   | EU     | 2010            | 160     | 9         | 2015     | €12M              | Quốc tịch thứ hai: Tunisia     |
| 7  | LW       | POR       | Cristiano Ronaldo          | 40   | EU     | 2009            | 278     | 288       | 2018     | €94M              |                                |
| 8  | CM       | GER       | Toni Kroos                 | 35   | EU     | 2014            | 35      | 1         | 2020     | €25M              |                                |
| 9  | CF       | FRA       | Karim Benzema              | 37   | EU     | 2009            | 269     | 128       | 2019     | €35M              | Quốc tịch thứ hai: Algeria     |
| 10 | AM       | COL       | James Rodríguez            | 33   | Non-EU | 2014            | 33      | 12        | 2020     | €80M              |                                |
| 11 | RW       | WAL       | Gareth Bale                | 35   | EU     | 2013            | 75      | 36        | 2019     | €91M              |                                |
| 12 | LB       | BRA       | Marcelo (đội phó)          | 36   | EU     | 2007 (mùa đông) | 300     | 20        | 2018     | €6.5M             |                                |
| 13 | [[\|GK]] | CRC       | Keylor Navas               | 38   | EU     | 2014            | 7       | 0         | 2020     | €10M              | Quốc tịch thứ hai: Tây Ban Nha |
| 14 | CF       | MEX       | Javier Hernández           | 36   | Non-EU | 2014            | 15      | 4         | 2015     | Mượn              |                                |
| 15 | RB       | ESP       | Daniel Carvajal            | 33   | EU     | 2013            | 70      | 2         | 2019     | €6.5M             | Nguồn gốc từ lò đào tạo trẻ    |
| 16 | DM       | BRA       | Lucas Silva                | 32   | EU     | 2015            | 0       | 0         | 2020     | €14M              |                                |
| 17 | RB       | ESP       | Álvaro Arbeloa             | 42   | EU     | 2009            | 214     | 5         | 2016     | €4.5M             | Nguồn gốc từ lò đào tạo trẻ    |
| 18 | CB       | ESP       | Nacho                      | 35   | EU     | 2012            | 50      | 1         | 2021     | Đội trẻ           |                                |
| 19 | CM       | CRO       | Luka Modrić                | 39   | EU     | 2012            | 121     | 7         | 2018     | €30M              |                                |
| 20 | LW       | ESP       | Jesé Rodríguez             | 32   | EU     | 2011            | 43      | 10        | 2018     | Đội trẻ           |                                |
| 23 | AM       | ESP       | Isco                       | 32   | EU     | 2013            | 85      | 15        | 2018     | €27M              |                                |
| 24 | DM       | ESP       | Asier Illarramendi         | 35   | EU     | 2013            | 74      | 3         | 2019     | €32.2M            |                                |
| 25 | [[\|GK]] | ESP       | Fernando Pacheco           | 32   | EU     | 2014            | 2       | 0         | 2019     | Đội trẻ           |                                |

- Cập nhật lần cuối: 4 tháng 2 năm 2015
- Nguồn:  RealMadrid.com
- Sắp xếp theo số áo.

## Chuyển nhượng

### Gia nhập
| Số | Vị trí | Quốc tịch | Tên              | Tuổi | EU     | Chuyển đến từ        | Dưới dạng     | Thời điểm | Thời hạn | Phí chuyển nhượng | TK               |
| -- | ------ | --------- | ---------------- | ---- | ------ | -------------------- | ------------- | --------- | -------- | ----------------- | ---------------- |
| 8  | TV     | GER       | Toni Kroos       | 24   | EU     | Bayern Munich        | Chuyển nhượng | Mùa hè    | 2020     | €25M              | Real Madrid C.F. |
| 10 | TV     | COL       | James Rodríguez  | 23   | Non-EU | Monaco               | Chuyển nhượng | Mùa hè    | 2020     | €80M              | Real Madrid C.F. |
| 13 | TM     | CRC       | Keylor Navas     | 27   | Non-EU | Levante              | Chuyển nhượng | Mùa hè    | 2020     | €10M              | Real Madrid C.F. |
| 14 | TĐ     | MEX       | Javier Hernández | 26   | Non-EU | Manchester United    | Mượn          | Mùa hè    | 2015     | €2.5M             | Real Madrid C.F. |
| 16 | TV     | BRA       | Lucas Silva      | 21   | Non-EU | Cruzeiro             | Chuyển nhượng | Mùa đông  | 2020     | €14M              | Real Madrid C.F. |
| 25 | TM     | ESP       | Fernando Pacheco | 22   | EU     | Real Madrid Castilla | Gọi lên       | Mùa hè    | 2019     | Miễn phí          | Real Madrid C.F. |

Tổng chi tiêu: €130.5M

### Ra đi
| Số | Vị trí | Quốc tịch | Tên             | Tuổi | EU     | Chyển đến         | Dưới dạng     | Thời điểm | Phí chuyển nhượng | TK                     |
| -- | ------ | --------- | --------------- | ---- | ------ | ----------------- | ------------- | --------- | ----------------- | ---------------------- |
| 13 | TM     | ESP       | Jesús           | 26   | EU     | Levante           | Chuyển nhượng | Mùa hè    | €0.5M             | Levante UD             |
| 14 | TV     | ESP       | Xabi Alonso     | 32   | EU     | Bayern Munich     | Chuyển nhượng | Mùa hè    | €10M              | FC Bayern Munich       |
| 16 | TV     | BRA       | Casemiro        | 22   | Non-EU | Porto             | Cho mượn      | Mùa hè    | €1.5M             | Real Madrid C.F.       |
| 21 | TĐ     | ESP       | Álvaro Morata   | 21   | EU     | Juventus          | Chuyển nhượng | Mùa hè    | €20M              | Juventus F.C.          |
| 22 | TĐ     | ARG       | Ángel Di María  | 26   | Non-EU | Manchester United | Chuyển nhượng | Mùa hè    | €75M              | Manchester United F.C. |
| 25 | TM     | ESP       | Diego López     | 32   | EU     | Milan             | Chuyển nhượng | Mùa hè    | Miễn phí          | A.C. Milan             |
| 29 | TĐ     | RUS       | Denis Cheryshev | 23   | EU     | Villarreal        | Cho mượn      | Mùa hè    | N/A               | Real Madrid C.F.       |
|    | TV     | TUR       | Nuri Şahin      | 25   | EU     | Borussia Dortmund | Chuyển nhượng | Mùa hè    | €7M               | Borussia Dortmund      |

Tổng thu nhập: €114.5M[A]
Ghi chú
1. ^ Bao gồm 7,5 triệu Euro nhận được từ Zenit Saint Peterburg cho việc chuyển nhượng cựu cầu thủ Real Madrid Ezequiel Garay từ Benfica đến Zenit.[53]